# Dresden Mitte (nádraží)
Dresden-Mitte (Drážďany střed) je průjezdní železniční stanice v centru Drážďan, umístěna na železniční trati Děčín – Dresden-Neustadt mezi stanicemi Dresden Hauptbahnhof a Dresden-Neustadt. Do provozu bylo toto nádraží uvedeno v roce 1897 jako nádraží Wettiner Straße. Ve své historii bylo několikrát v diskusi jako nové centrální nádraží v Drážďanech.

## Poloha
Stanice Dresden-Mitte leží nedaleko drážďanského starého města, přibližně 500 metrů západně od Zwinger na hranici mezi městskými čtvrtěmi Wilsdruffer Vorstadt a Friedrichstadt. V bezprostřední blízkosti se nacházejí kongresové centrum, bývalá továrna na cigaretyYenidze, univerzita hudby Carla Marii von Webera, jakož i Ostragehege u výstaviště a různé sportovní areály. Blízko železniční stanice je také plánované místo konání státní operety města Drážďan na místě bývalé elektrárny Kraftwerk Mitte.

## Budova

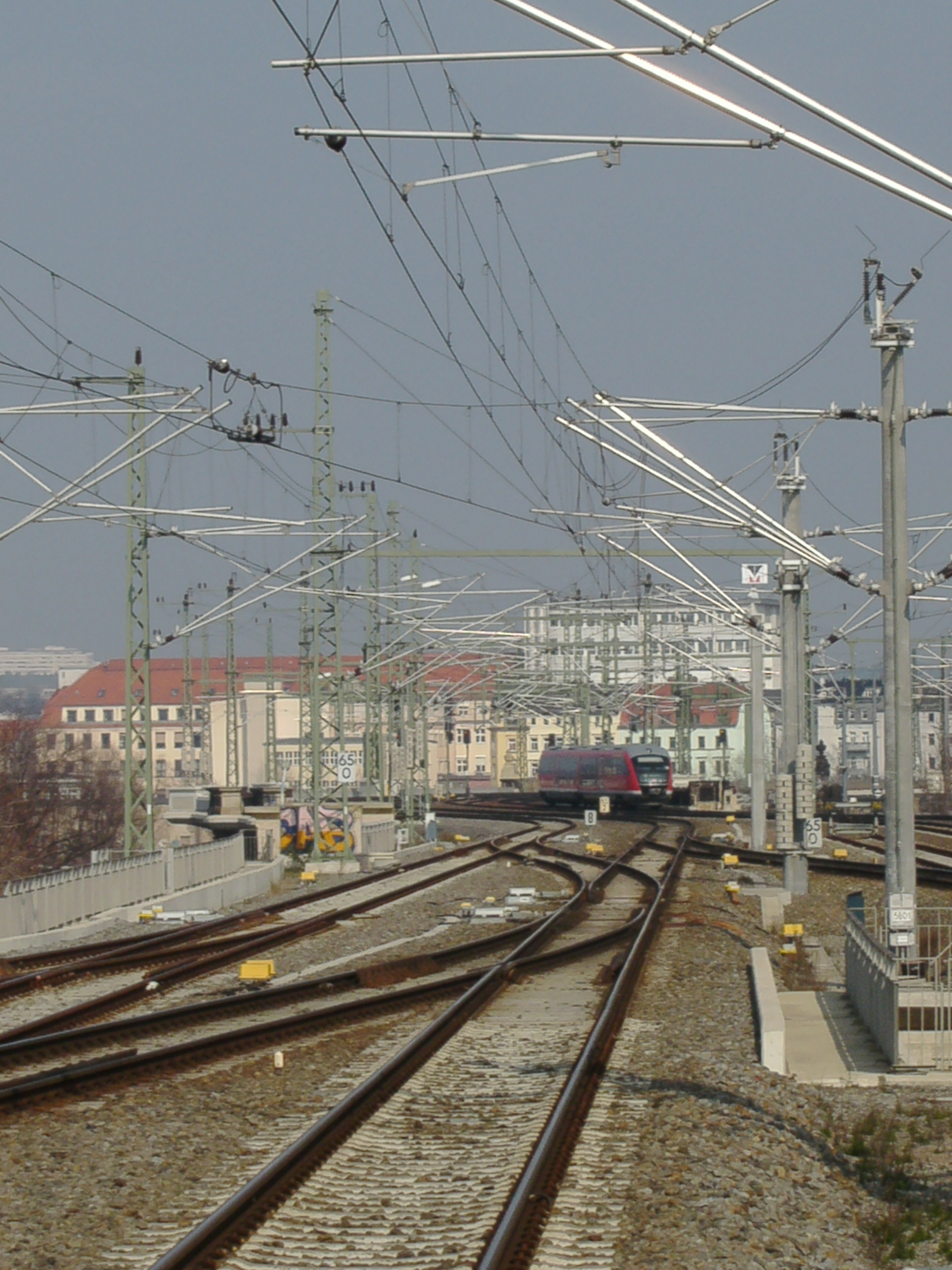
Severovýchodní konec nástupišť ve směru na Mariánský most (Marienbrücke)

Nádraží Dresden-Mitte je průjezdním nádražím se čtyřmi nástupními hranami. Na kolejích 1 a 2 jezdí vlaky S-Bahn Dresden, a na kolejích 3 a 4 regionální a dálkové vlaky. Dálkové vlaky tuto stanici však míjí. Další dvě koleje na severozápadní straně stanice slouží pro přepravu zboží. Na jihozápadním konci stanice odbočuje železniční trať Berlín – Drážďany ve směru na nákladové nádraží Dresden-Friedrichstadt. Severovýchodně od nádraží vede trať na Mariánském mostě přes Labe k nádráží Dresden-Neustadt. Přístup k všem nástupištím je bezbariérový.

## Dopravní význam
Díky umístění v centru Drážďan a mnohým možnostem přestupu má nádraží Dresden-Mitte velký význam pro regionální i městskou hromadnou dopravu. Zastavují zde všechny regionální vlaky, stejně jako ony dvě linky S-Bahnu vedoucí po drážďanské spojovací trati.
Stav: 15. dubna 2017
| Linka | Trasa | Interval (min) | Společnost         |
| ----- | --- | --- | ------------------ |
| RE 1  | Dresden Hbf – Dresden-Mitte – Dresden-Neustadt – Dresden-Klotzsche – Bischofswerda – Bautzen – Löbau (Sachs) – Görlitz (– Wrocław Gł.) | 120 | Trilex             |
| RE 2  | Dresden Hbf – Dresden-Mitte – Dresden-Neustadt – Dresden-Klotzsche – Bischofswerda – Ebersbach (Sachs) – Zittau – Liberec              | 120 | Trilex             |
| RE 15 | Dresden Hbf – Dresden-Mitte – Dresden-Neustadt – Großenhain Cottb Bf – Ruhland – Hoyerswerda                                           | 120 | DB Regio Nordost   |
| RE 18 | Dresden Hbf – Dresden-Mitte – Dresden-Neustadt – Großenhain Cottb Bf – Ruhland – Senftenberg – Cottbus                                 | 120 | DB Regio Nordost   |
| RE 50 | Dresden Hbf – Dresden-Mitte – Dresden-Neustadt – Riesa – Leipzig Hbf                                                                   | 60 | DB Regio Südost    |
| RB 34 | Dresden Hbf – Dresden-Mitte – Dresden-Neustadt – Dresden-Klotzsche – Kamenz (Sachs)                                                    | 60 | Städtebahn Sachsen |
| RB 60 | Dresden Hbf – Dresden-Mitte – Dresden-Neustadt – Dresden-Klotzsche – Bischofswerda – Bautzen – Löbau (Sachs) – Görlitz                 | 120 | Trilex             |
| RB 61 | Dresden Hbf – Dresden-Mitte – Dresden-Neustadt – Dresden-Klotzsche – Bischofswerda – Ebersbach (Sachs) – Zittau                        | 120 | Trilex             |
| S 1   | Meißen-Triebischtal – Coswig (b Dresden) – Dresden-Neustadt – Dresden-Mitte – Dresden Hbf – Heidenau – Pirna – Bad Schandau – Schöna   | 30 (60 do stanice Schöna) 15 (mezi stanicemi Dresden Hauptbahnhof a Meißen-Triebischtal Po-So od 5:00 do 8:30 hod. a od 14:00 do 19:00 hod.) | DB Regio Südost    |
| S 2   | Dresden Flughafen – Dresden-Klotzsche – Dresden-Neustadt – Dresden-Mitte – Dresden Hbf (– Heidenau – Pirna)                            | 30 (do stanice Pirna Po-So) | DB Regio Südost    |

### Návazná doprava
V podjezdu kolmo k železničním kolejím leží nadto moderní zastávka MHD, jež je bezbariérově přístupná jak z nástupišť železniční stanice tak z okolních silnic. Zastavují zde čtyři tramvajové linky se spoji ve všech směrech (1, 2, 6 a 10), rovněž i autobusová linka 94. Zatímco linky 1, 2 a 94 vedou přímo do centra, lze s tramvajovou linkou 10 za 7 minut dostat na výstaviště v areálu Ostragehege.